# Isachne ligulata
Isachne ligulata är en gräsart som beskrevs av Jason Richard Swallen. Isachne ligulata ingår i släktet Isachne och familjen gräs. Inga underarter finns listade i Catalogue of Life.